# Nadine Dorries
Nadine Vanessa Dorries, nata Bargery (Liverpool, 21 maggio 1957), è una politica britannica del partito Conservatore, membro del Parlamento britannico dal 2005 al 2023 e segretaria di Stato per il digitale, la cultura, i media e lo sport dal 2021 al 2022.

## Biografia
Dorries è nata Nadine Vanessa Bargery a Liverpool nel maggio 1957. Suo padre, un cattolico di origini irlandesi, era un autista di autobus che divenne un operatore di ascensori e soffriva della malattia di Raynaud. Sua madre era anglicana.  È cresciuta nel distretto di Anfield di Liverpool, dove ha frequentato la Rose Heath Primary School. Ha poi frequentato la Halewood Grange Comprehensive School a Halewood prima di trasferirsi con la famiglia a Runcorn. È entrata nell'assistenza infermieristica nel 1975 come tirocinante al Warrington General Hospital. Secondo un'intervista con The Times nel 2014, i genitori di Dorries hanno divorziato durante la sua adolescenza.
Dal 1978 al 1981, Dorries è stata infermiera a Warrington e Liverpool secondo un rapporto del 2009. Nel 1982, Dorries è diventata rappresentante medico di Ethicla Ltd per un anno, prima di trascorrere un intero anno in Zambia (1983–84) come capo di una scuola comunitaria. Nel 1987 ha fondato Company Kids Ltd, che forniva servizi di assistenza all'infanzia per i genitori che lavorano. L'azienda è stata ceduta nel 1998 alla BUPA.
Come Nadine Bargery, è stata selezionata come potenziale candidata parlamentare (PPC) per Hazel Grove, vicino a Manchester nella primavera del 2000. La sua candidatura ha diviso il partito, in agosto è stata brevemente deselezionata prima di essere imposta dall'Ufficio centrale conservatore. Candidandosi per il seggio alle elezioni generali del 2001, non ha avuto successo contro il candidato liberaldemocratico Andrew Stunell, che ha mantenuto il seggio con una maggioranza di 8.435 voti. Dorries ha lavorato per tre anni come consigliere speciale di Oliver Letwin.

## Carriera parlamentare
Dorries è stata eletta per il collegio di Mid Bedfordshire, alla Camera dei Comuni alle elezioni generali del 2005 con una maggioranza di 11.355 e ha pronunciato il suo discorso inaugurale il 25 maggio 2005. Inizialmente ha sostenuto David Davis per diventare leader conservatore nel 2005, in seguito ha ritirato la sua approvazione a favore di David Cameron, il candidato prescelto, sebbene "rappresenti tutto ciò di cui durante la mia vita ... [sono stata] sospettosa".  Nel maggio 2007, ha criticato Cameron per aver ignorato le raccomandazioni del gruppo di lavoro conservatore sulle politiche pubbliche a favore delle scuole di grammatica. Tuttavia, ha difeso la selezione di Elizabeth Truss nel 2009, la cui candidatura conservatrice era stata messa in discussione dopo che era stata rivelata una relazione extraconiugale. 
Dorries è stata membro del Comitato per l'innovazione, le università, la scienza e le competenze, sebbene a novembre 2008 avesse partecipato solo al 2% delle sessioni. Il comitato si è poi riformato come comitato ristretto per la scienza e la tecnologia ma non ha partecipato a una sola sessione. Nel 2010 è stata eletta nel comitato ristretto per la salute. 
Nel maggio 2008, Dorries è apparsa nel documentario di Channel 4 Dispatches "In God's Name". Il programma ha esaminato la crescente influenza dei movimenti evangelici cristiani nel Regno Unito e ha messo in evidenza il coinvolgimento della Lawyers' Christian Fellowship nel fare pressioni sul governo britannico su questioni come l'aborto, i diritti degli omosessuali e l'applicazione delle leggi relative alla blasfemia. Nel febbraio 2010 Dorries ha preso parte alla serie di documentari di Canale 4 "Tower Block of Commons", in cui i parlamentari parlavano con i 
richiedenti assistenza. stanno con i richiedenti assistenziali.
Dorries è stata rieletta alle elezioni generali del 2010 con una maggioranza maggiore e uno swing del 2,3% dai liberaldemocratici.

### Brexit
Nel referendum sull'UE del giugno 2016, Dorries ha sostenuto la campagna per il Leave ed è stata critica nei confronti di Cameron, che ha sostenuto il Remain. Dorries ha chiesto a Cameron di dimettersi durante la campagna nel maggio 2016 e ha presentato una lettera di sfiducia a Graham Brady, presidente del Comitato 1922.
BuzzFeed ha riferito che nell'ottobre 2017 Dorries era rimasta confusa riguardo alla posizione del suo partito sulla Brexit dopo aver parlato con un insegnante di politica di un elemento chiave della posizione del suo partito, la proposta di uscita della Gran Bretagna dall'Unione doganale dell'Unione europea. L'unione doganale dell'UE è un accordo tra i membri dell'UE per non imporre tariffe (cioè tasse di importazione) sulle merci che attraversano i reciproci confini. Da una discussione semi-privata resa pubblica da BuzzFeed, è stato suggerito che Dorries credeva che il Regno Unito potesse lasciare l’UE ma rimanere all’interno dell’unione doganale, negoziando allo stesso tempo accordi di libero scambio con altri paesi. Più tardi, nel dicembre 2017, ha twittato: "Se rimaniamo nel mercato unico e nell'unione doganale, non ce ne andremo".
Nel novembre 2018, Dorries, fortemente favorevole alla Brexit, disse dell'accordo di ritiro negoziato tra il governo del Regno Unito e l'UE a 27: "Questo è un posto molto triste in cui trovarsi, ma sfortunatamente, il futuro del paese e delle nostre relazioni è in gioco l'Europa. Questo accordo non ci dà voce, né voti, né eurodeputati, né commissario".

### Ministro per la sicurezza dei pazienti (2019-2021)

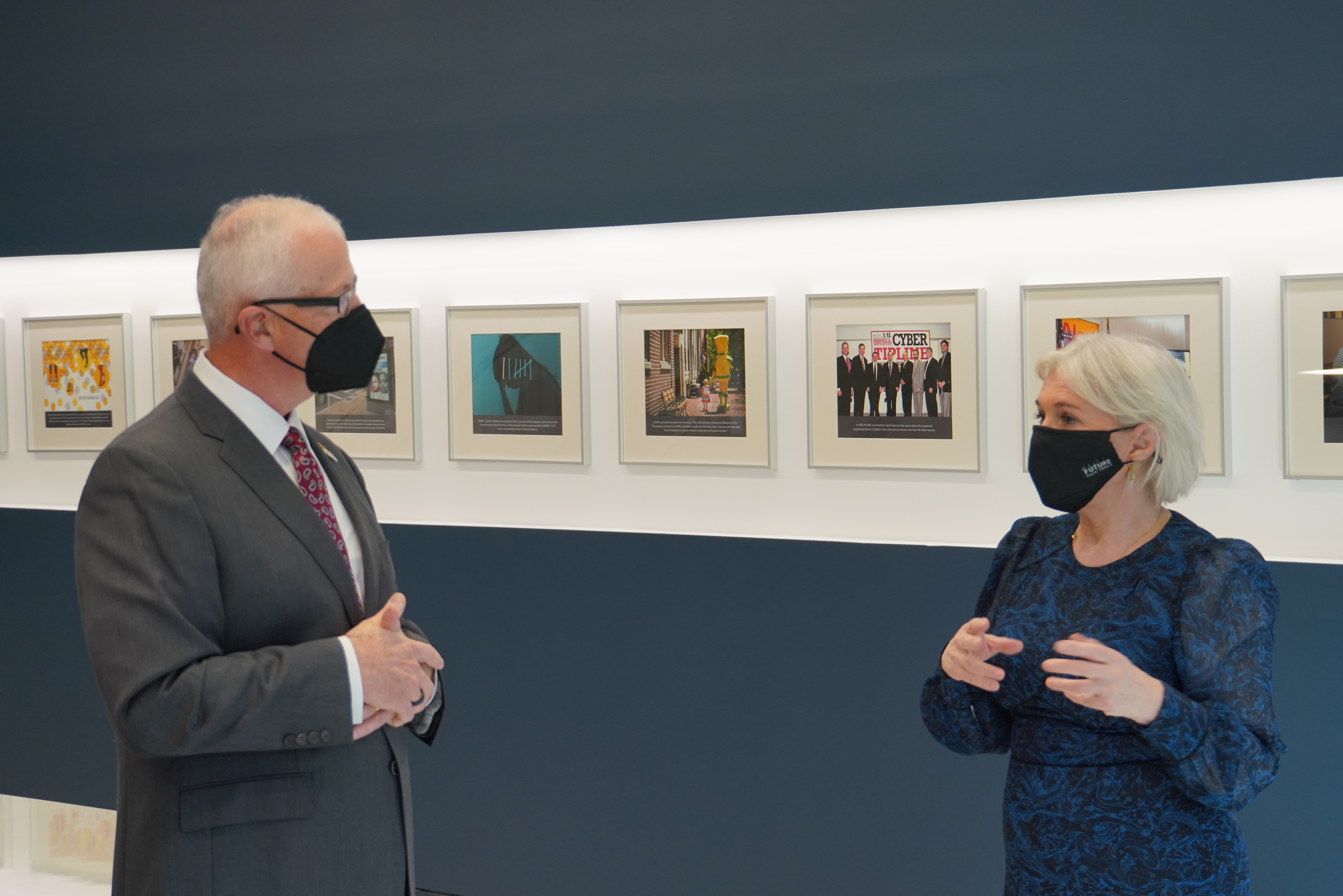
Dorries in visita al Centro nazionale per i bambini scomparsi e sfruttati nel 2021

Quando Boris Johnson è diventato primo ministro nel luglio 2019, Dorries è stata nominata sottosegretario di Stato parlamentare per la sicurezza dei pazienti, la prevenzione del suicidio e la salute mentale presso il Dipartimento di sanità e assistenza sociale. Nel maggio 2020 è stata promossa al grado ministeriale di Ministro di Stato per la sicurezza dei pazienti, la prevenzione del suicidio e la salute mentale.
Il 10 marzo 2020, Dorries è diventata la prima parlamentare a cui è stato diagnosticato il COVID-19. Non si sa esattamente quando abbia contratto la malattia, ma è stato riferito che aveva frequentato il Parlamento e visitato 10 Downing Street prima che le fosse richiesto di autoisolarsi.
Il 14 maggio 2020, Dorries è stata criticata dopo aver ritwittato un video manipolato da un account Twitter di estrema destra in cui affermava falsamente che il leader laburista Keir Starmer aveva ostacolato il perseguimento delle bande di adescamento mentre prestava servizio come direttore della pubblica accusa.
Nel novembre 2020, Dorries ha attirato le critiche dei media dopo aver rifiutato un'offerta di colloqui tra i partiti per discutere un pacchetto di supporto per la salute mentale per il servizio sanitario nazionale in prima linea e il personale sanitario durante la pandemia COVID-19. Nel marzo 2021  ha difeso l'offerta di retribuzione dell'1% del governo per il servizio sanitario nazionale sulla base del fatto che avrebbe protetto il sostegno finanziario di coloro che erano in congedo, affermando che dietro l'offerta di retribuzione c'era la pressione "senza precedenti" sulle finanze del Regno Unito.
Il 9 giugno 2023 ha annunciato le sue dimissioni da parlamentare della Camera dei Comuni, che sono state ufficializzate il 29 agosto 2023. Il 19 ottobre si sono svolte elezioni suppletive per il suo collegio di Mid Bedfordshire, vinte dal laburista Alistair Strathern.

## Vita privata
Dorries ha sposato l'ingegnere minerario Paul Dorries nel 1984. Hanno avuto tre figlie prima di separarsi nel 2007 e successivamente divorziare.
Dorries soffre di dislessia facendola scivolare in qualche gaffe.  È appassionata sostenitrice del Liverpool FC, ma ha affermato che suo bisnonno George Bargery è stato uno dei fondatori della squadra rivale dell'Everton FC ed è stato il primo portiere in assoluto della squadra.
Cristiana, in un'intervista per un quotidiano dell'Esercito della Salvezza ha detto: "Non sono un parlamentare per nessun motivo se non perché Dio vuole che lo sia. Non c'è niente che ho fatto che mi abbia portato qui; è quello che ha fatto Dio. Lì non c'è niente di straordinario o speciale in me, sono solo un condotto che Dio può usare".

## Onorificenze
- Croce al merito pro Merito Melitensi.